# 사랑니

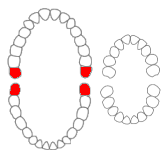

사랑니는 사람의 입 제일 안쪽에 나는 어금니로, 세 번째 큰 어금니(제3 대구치)이다. 18세에서 20세 사이에 많이 생기나 사람에 따라서는 더 늦게 나거나 나지 않는 경우도 있다. 턱뼈와 이 사이에 공간이 충분하지 않아 눕거나 매복되어 나오는 경우가 많다.

## 이름
사랑니는 사랑을 알게 되는 나이에 나타나고 나올 때에 통증이 첫사랑 가슴앓이와 비슷하여 사랑니라는 말이 있다. 유럽 언어에서는 "지혜의 이"라고 부른다. 예를 들면 영어로는 wisdom tooth, 독일어로는 Weisheitszahn이라고 한다. 일본어로는 親知らず(오야시라즈 - 부모가 모르는 사이에 나는 이)라고 한다.

## 잠긴 이

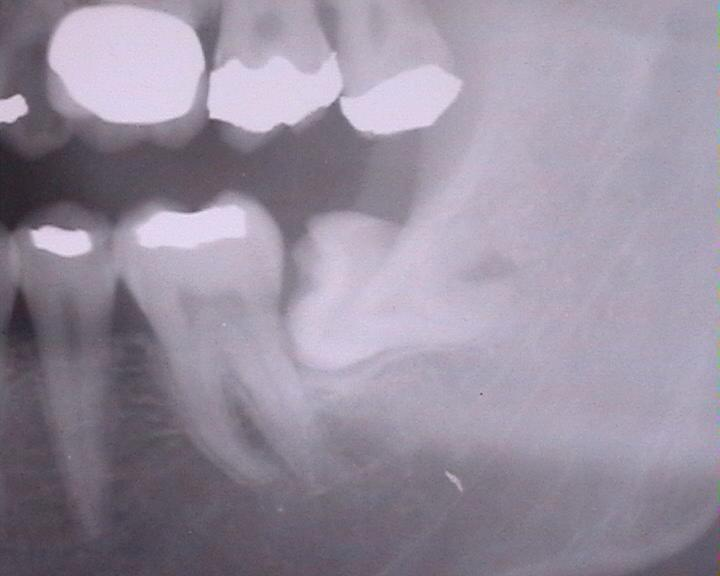
수평 매복. X선 사진

잠긴(매복, impaction) 사랑니는 여러 가지로 분류할 수 있다. 앞으로 누운 매복(Mesioangular impaction)이 가장 흔하며 (43%) 이가 입 앞쪽으로 누운 경우이다. 수직 매복(Vertical impaction)은 38% 정도로 발생하며, 이가 완전히 잇몸 밖으로 나오지 않은 경우이다. 뒤로 누운 매복(Distoangular impaction)은 6% 정도이며, 이가 입 안쪽으로 누운 경우이다. 수평 매복(horizontal impaction)은 3% 흔하지는 않지만 완전히 옆으로 누운 경우로 어금니(두 번째 큰어금니: 보통 사랑니를 제외한 가장 바깥쪽 어금니) 뿌리쪽으로 자라게 된다.

## 사랑니 뽑기

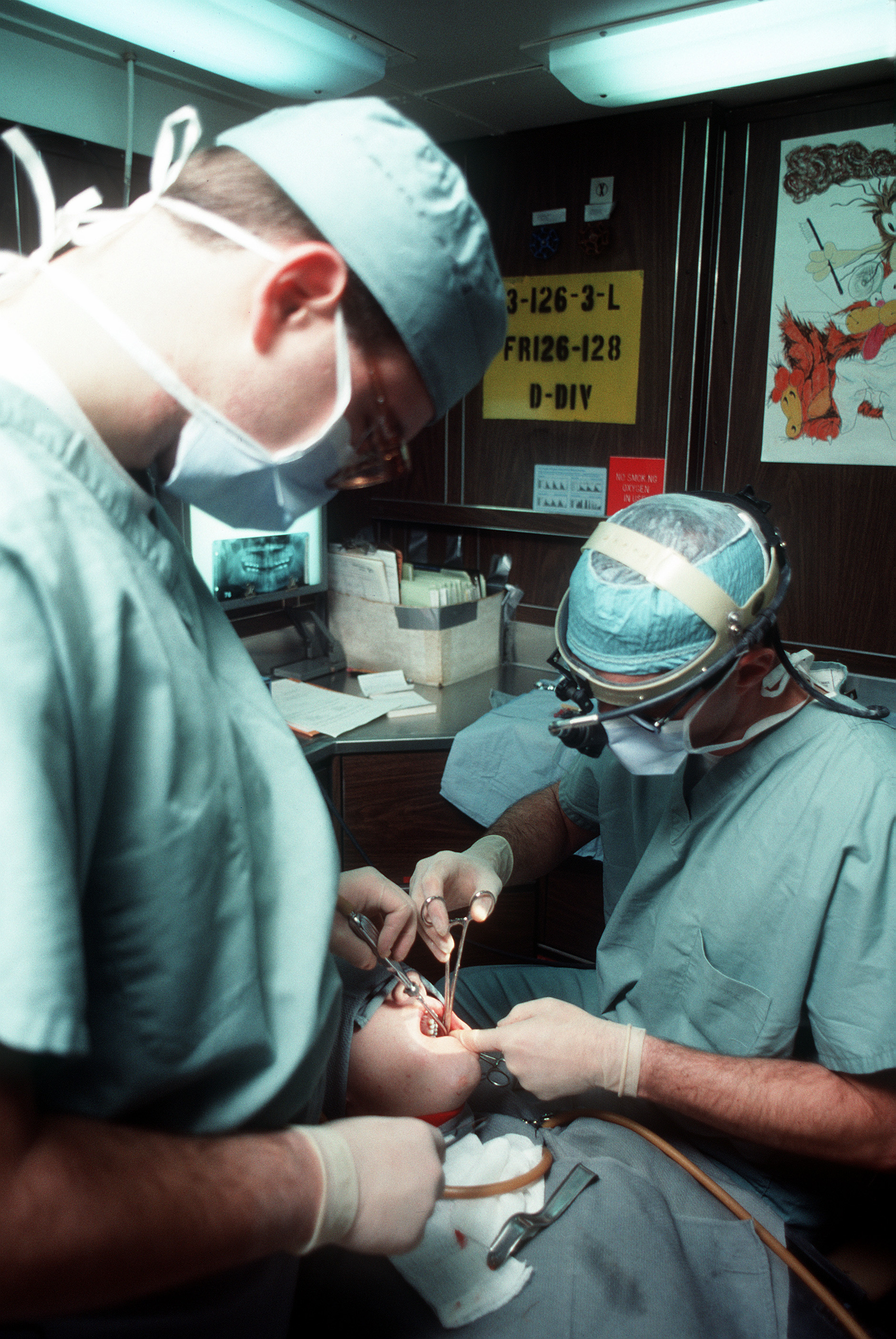
치과 의사와 조수가 환자의 사랑니를 빼고 있다.

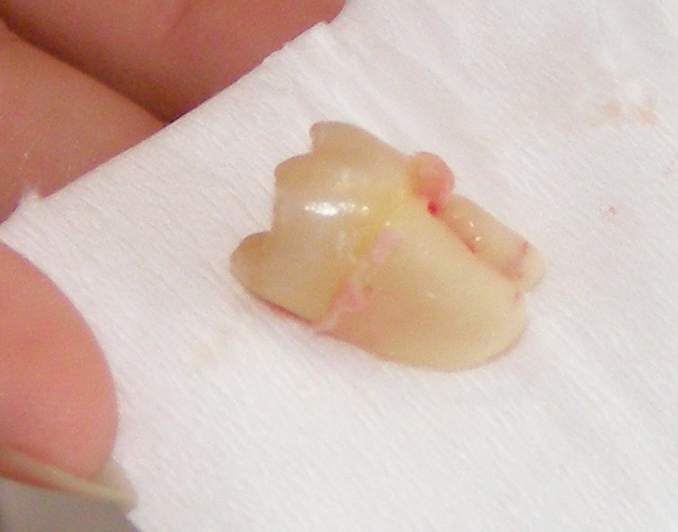
옆으로 누운 사랑니를 뽑은 것

### 필요성
사랑니는 다른 이와 동일하게 바로 나는 경우도 있지만 어금니 쪽으로 기울어져 나거나, 완전히 수평으로 자라는 경우가 많아 질병을 발생시키기 때문에 이런 경우 뽑아주어야 한다.
사랑니는 이미 문제를 일으키고 있거나 나중에 문제를 일으킬 소지가 있는 경우 뺀다. 이에는 주로 두 가지 이유가 있다. 사랑니가 이미 누웠거나, 사랑니를 뽑지 않으면 나중에 문제가 되는 경우이다. 사랑니가 자란 후에 문제가 되는 경우란, 보통 음식물이 남아서 사랑니 뒤쪽에 끼어서, 칫솔질이나 치실이 해결할 수 없는 경우이다. 이 경우 감염이 되는 경우가 많고, 아픔이나 의학적인 위험마저 수반하게 된다.
또 사랑니를 빼는 경우는 이가 제대로 자라지 않아서 혀가 눌리는(brush up) 경우이다. 혀는 일정 시간 동안 이를 감당할 수 있지만, 나중에는 아파지면서, 측면에서 점점 감각이 무뎌지기 시작하며, 결국 입술 일부와 턱까지 번진다. 이는 마취한 것과 비슷한 느낌이며, 신경이 사랑니의 이상 성장 때문에 건드려졌기 때문이다.

### 뽑는 과정
사랑니의 발치(拔齒)는 일반 치과에서 할 수 있다. 치과에 따라서는 발치 전문의가 있는 곳도 있다. 사랑니의 발치시 얼굴의 감각신경(특히 하치조신경)이 사랑니 근처에 있는 경우에는 발치시 신경에 영향이 있을 수 있다. 보통 X선 사진을 이용하여 이를 확인하며 파노라마 X선 사진("파노렉스"라고도 알려져 있다)이 사랑니와 이에 수반된 문제를 보는 데 많이 쓰인다. 사진은 2차원이기 때문에 신경과의 거리가 실제보다 가까이 보일 수 있다. 뽑기 전에는 지혈을 위해서 아스피린 계통의 약을 먹지 말아야 한다.
사랑니를 뽑은 후엔 출혈 및 붓기 등의 통증이 일어, 뽑은 자리에 거즈를 대고 입을 다물어 이를 고정함으로써 지혈한다. 거즈를 뺀 다음에도 적은 양의 피가 한동안 흐른다. 붓는 것은 치료가 정상적이었다는 의미로 특별한 해결책은 없다.
발치 후에는 침을 뱉거나, 빨대로 음료수를 마시거나, 술을 마시거나, 담배를 피우지 말아야 한다. 또한 뜨거운 음식은 피해야 하며, 반대로 발치 부위를 차게 해 주는 것이 좋다. 입속을 헹구는 것은 지혈에 좋지 않고, 24시간 후부터 소금물로 가볍게 두 시간마다 헹구는 것이 낫다.
큰 수술이 아니면 발치 후 약 3일 차부터 일반식을 섭취하면 되며, 7일차에는 발치 부위가 안정화된다.

## 뽑은 후의 부작용

### 출혈
사랑니는 뽑으면 신경쪽에서 당연히 출혈이 생깁니다. 하지만 치과에서 물려준 거즈를 3시간 이상물어주시면 피가 응고되어 혈떡이라는 것이 생깁니다.
이것으로인해 치유를 빠르게 해주고 출혈을 막아주는 것입니다.
하지만 아래와같이 잘못사용함(빨대, 담배, 침뱉기)에 따라 부작용이 크게 나타납니다.

### 드라이 소켓
드라이 소켓(alveolar osteitis, dry socket)은 감염이 아니다. 피가 응고된 것이 떨어지거나, 완전히 아물지 않거나, 응고가 안 된 것이다. 이런 일이 왜 일어나는지는 아직 밝혀지지 않고 있다. 일부는 환자가 어떻게 노력한다고 해결되는 것이 아니다. 그러나 일부는 환자가 의사의 지시를 잘 따르지 않아서인 경우도 있다. 예를 들면 흡연을 하거나, 침을 뱉거나 빨대를 사용하는 것, 악기를 연주하는 것 등, 즉 상처 부위의 압력을 크게 바꾸는 것이 이의 원인이 될 수 있다. 드라이 소켓의 가능성은 흡연자에게 높고, 이미 드라이 소켓이 나타났던 경험이 있는 경우도 높다. 이를 뽑은 자리는 염증이 생기고 아프며, 이와 맞물려있던 뼈에 염증이 생긴다(osteitis). 이런 증상은 음식이나 조각이 상처에 끼게 되면 심해진다. 드라이 소켓이 의심되는 경우에 환자는 의사를 다시 찾아야 한다. 의사는 국부 마취를 하고 환부를 정리해 다른 드라이 소켓이 생기지 않도록 하며, 약을 처방한다. 진통제는 비 스테로이드계 소염제인 이부프로펜 등이다. 드라이 소켓은 일반적으로 가만히 놔 두어도 2~3주가 지나면 낫는다. 그래서 그냥 기다리거나 진통제를 먹고 참는게 방법이다.

### 부어오름
사랑니를 뽑으면 상처가 생길수 있다 그때 상처가 부어올라 따끔따끔 할 수 있다.

### 신경 손상 가능성
사랑니 뿐 아니라 다른 어떤 이를 뽑을 때도 마찬가지로 다음의 가능성이 있다. 이를 뽑기 위해 손대는 부분이 신경과 가깝기 때문이다. 보통 두 종류의 신경과 관계가 있다.
- 하 치조 신경(下齒槽神經, inferior alveolar nerve)은 아랫턱을 지나는 신경으로, 아랫턱 뼈구멍(mandibular foramen)으로 들어가 턱관절쪽의 뼈구멍으로 나온다. 이 신경은 왼쪽 또는 오른쪽 아랫쪽 치열에 있는 이의 감각과 관계 있으며, 같은 방향의 윗턱관절이나 아랫 입술의 감각에도 관계가 있다.
- 혀 신경(-神經, lingual nerve)은 삼차신경(三叉神經, trigeminal nerve)에서 뻗어나오는 턱 가지 신경이며, 턱 뼈 속에 있다. 혀에서 들어가서 혀의 감각과 왼쪽 오른쪽의 맛을 느끼는 것과 관계있으며, 언어에 관계하는 안쪽 잇몸(lingual gingiva)과도 관련이 있다.

이를 뽑을 때 이러한 신경들(특히 하 치조 신경)을, 보통 드릴을 사용하던 중에 건드릴 가능성도 있지만, 별로 흔한 일은 아니며, 다시 회복되기도 하는 일시적인 것이다. 손상의 정도에 따라서(예를 들면 세돈 분류(Seddon classification)에 의해: neuropraxia, axonotmesis, and neurotmesis) 오래 가는 것도 있고, 회복되지 않는 경우도 있기는 하다.

## 같이 보기
- 과잉치